# Pépite d'or

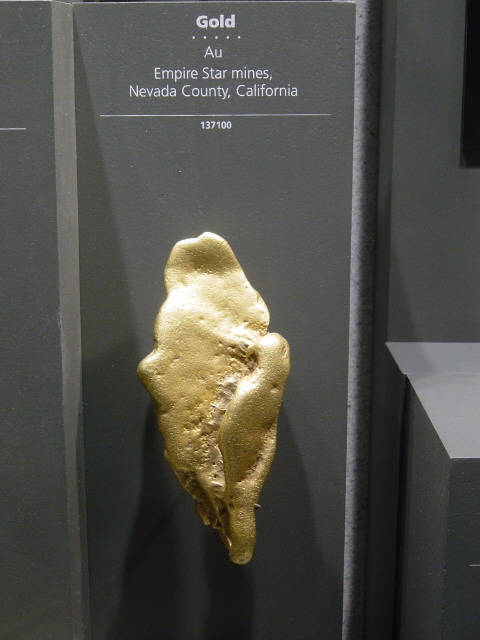
Une pépite d’or se trouvant au musée national d’histoire naturelle des États-Unis et mesurant environ 15 cm.

Une pépite d’or est un morceau d’or qui se trouve à l’état natif dans la nature, ou bien transformé par le courant des cours d'eau.
Les pépites d’or sont rares et par conséquent même une petite pépite vaudra une fois et demie à deux fois le prix de l’or. Les très grosses pépites étant encore plus rares, leur prix sera d’autant plus élevé.
L’orpaillage permet le plus souvent d’en découvrir dans les rivières aurifères, mais elles peuvent aussi être trouvées lors d’opérations d’extraction minière. 
Une pépite n’est jamais totalement pure mais contient plutôt entre 20 et 22 carats d’or. Les impuretés les plus courantes sont l’argent et le cuivre. La pépite ne doit pas être confondue avec l'amas d'or, agrégat composite d'or et de minéraux comme le quartz.

## Origine
En 2024, est émise l'hypothèse que les pépites d'or sont créées par les contraintes mécaniques exercées par les mouvements tectoniques sur des cristaux de quartz. Il en résulterait une tension électrique précipitant les nanoparticules d'or présentes dans les fluides en provenance du centre de la Terre.  Cette hypothèse se fonde notamment sur le fait que les plus grosses pépites d'or ont été découvertes dans des veines de quartz.

## Plus gros spécimens

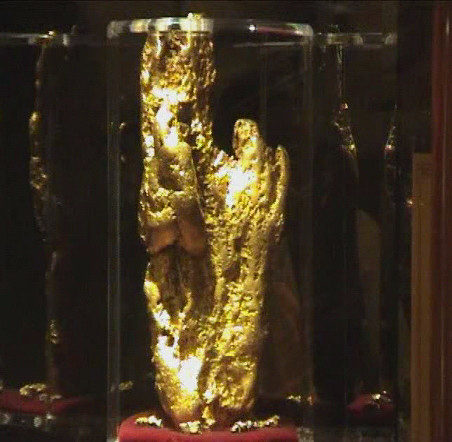
The Hand of Faith, la plus grosse pépite d'or du monde encore entière.

La plus grosse pépite jamais découverte s’appelait « Welcome Stranger » (« bienvenue étranger »). Elle fut trouvée le 5 février 1869 dans l’État de Victoria, en Australie, et pesait 2 315 onces troy soit 72 kg. 
« Hand of Faith » est aujourd’hui la plus grosse pépite encore entière. Elle pèse 27,2 kg et fut découverte en 1980 par Kevin Hillier, toujours à Victoria, grâce à un détecteur de métaux. Elle est exposée dans un casino de Las Vegas : le Golden Nugget.
La plus grosse pépite découverte en France pèse 543 g et fut découverte en juillet 1889 par le berger Clément Trouillas dans le hameau des Avols sur la commune de Gravières en Ardèche.